# 宮廷画家ゴヤは見た
『宮廷画家ゴヤは見た』（きゅうていがかゴヤはみた、英語原題：Goya's Ghosts）は、2006年のスペイン・アメリカ映画。
スペインの画家フランシスコ・デ・ゴヤが活躍した時代を背景に描いた歴史映画である。

## ストーリー
1792年マドリッド。スペイン王室の宮廷画家ゴヤは、依頼を受け修道士ロレンゾの肖像画を描いていた。ロレンゾは、隠れ異教徒を探し出しては異端審問にかけることで、失墜しかけているカトリック教会の権勢を取り戻すべきだという提案をしていた。ロレンゾの提案を採用した教会は、早速被疑者たちを捕捉しはじめる。その中には、食堂で豚肉を食べなかったというだけでユダヤ教徒の疑いをかけられ捕らえられたイネスもいた。イネスは富裕な商人ビルバトゥア家の美しい娘で、ゴヤの絵のモデルでもあった。ビルバトゥアは友人でもあるゴヤを介してロレンゾを家に招待し、無実の娘を返してほしいと懇願する。

## キャスト
| 役名                           | 俳優                     | 日本語吹替 |
| ------------------------------ | ------------------------ | ---------- |
| ロレンゾ修道士                 | ハビエル・バルデム       | 江原正士   |
| イネス・ビルバトゥア／アリシア | ナタリー・ポートマン     | 小島幸子   |
| フランシスコ・デ・ゴヤ         | ステラン・スカルスガルド | 菅生隆之   |
| 国王カルロス4世                | ランディ・クエイド       | 楠見尚己   |
| グレゴリオ神父                 | マイケル・ロンズデール   | 村松康雄   |
| トマス・ビルバトゥア           | ホセ・ルイス・ゴメス     | 佐々木敏   |
| マリア・イザベル・ビルバトゥア | マベル・リベラ           |            |
| 王妃マリア・ルイサ             | ブランカ・ポルティージョ | 唐沢潤     |
| アンヘル（イネスの兄）         | ウナクス・ウガルデ       |            |
| アルバロ（イネスの兄）         | フェルナンド・ティエルブ |            |
| ジョゼフ・ボナパルト           | ジュリアン・ワダム       | 仲野裕     |
| 修道士                         | フランク・ベイカー       | 佐々木睦   |

## スタッフ
- 監督：ミロス・フォアマン
- 製作：ソウル・ゼインツ
- 製作総指揮：ポール・ゼインツ
- 脚本：ミロス・フォアマン、ジャン＝クロード・カリエール
- 撮影：ハビエル・アギーレサロベ
- プロダクションデザイン：パトリツィア・フォン・ブランデンスタイン
- 衣装デザイン：イヴォンヌ・ブレイク
- 編集：アダム・ブーム
- 音楽：ヴァルハン・バウアー

## 評価
- 映画館大賞「映画館スタッフが選ぶ、2008年に最もスクリーンで輝いた映画」第103位